# Barranc del Cementiri
El Barranc del Cementiri és un curs fluvial al terme de Reus (Baix Camp). També se'n diu Barranc del Martí, però és un nom en retrocés.
Es forma a la Partida del Matet, per allà on hi ha la via del tren de Lleida, al nord del Cementiri, i passa pel cantó est del fossar. Va paral·lel a la Riera de la Beurada, i, durant uns cinc-cents metres fa frontera entre la partida de Rojals i la del Burgaret. Desemboca a la Riera del Molinet, vora el Mas de Bofarull, després d'haver recorregut uns tres quilòmetres i mig.